# 藤島華僊
藤島 華僊(ふじしま かせん、慶応2年(1866年)-昭和4年(1929年))は明治時代から昭和時代にかけての浮世絵師、日本画家。

## 来歴
福島柳圃の門人。慶応2年に上野国(現・群馬県)利根郡沼田倉村において生まれた。本名は徳四郎。浮世絵師としては藤島年美と号しており、後に永柳、華僊と号した。幼時より絵画を好み、12歳で青山翠山に師事、南宗画を習得し、後に東京へ上京して月岡芳年について風俗画を学び、小林永濯に師事し、永濯から画技を認められ、彼の養嗣子となった。明治19年(1886年)頃、芳年から門人27名にあてた書状『芳年門人一覧』の23番目に「上松本町二十番地細山方 藤嶋徳四郎殿」とみられる。さらに、久保田米僊にも師事して米僊派の画法を発展させている。人物画に長じており、観音図、羅漢図を最も得意としていた。文展に2回入選し他、各種展覧会や博覧会、共進会などに作品を出品、銀賞、銅賞、褒状を得ており、中京画壇の発展に尽力した。後に、杖をついて上野国、下野国、伊賀国、伊勢国、志摩国、尾張国を遊歴して回った上、名古屋に居を構えて自ら画塾を設けて多くの門人を育てている。

## 作品
- 『金港堂小説叢書』第二篇 1冊 ※依田学海ら著、松本楓湖、月岡芳年、武内桂舟、富岡永洗、小林永興、藤島永柳画 明治24年(1891年)
- 「人物図」 紙本墨画淡彩 古橋懐古館(豊橋市)所蔵
- 「義家勿来関図」 絹本着色 ※「華僊」の落款
- 「嫦娥月化図」 絹本着色 ※「華僊生」の落款
- 「牡丹図」 絹本着色